# 秦萌
秦 萌（はた めぐみ、6月3日 - ）は、テレビ宮崎の報道記者で、同局の元アナウンサー。

## 来歴
大阪府吹田市出身。大阪府立北野高等学校、神戸大学国際文化学部卒業。
大学を卒業後、2020年にテレビ宮崎に入社。アナウンサーになり、同年6月に初鳴きを果たした。

## 担当番組
- UMKスーパーニュース - 中継担当[8]
- U-doki [9][10]
- のびよ！みやざきっ子[11]
- You & Live Smile [12]